# 赤柱公立醫局

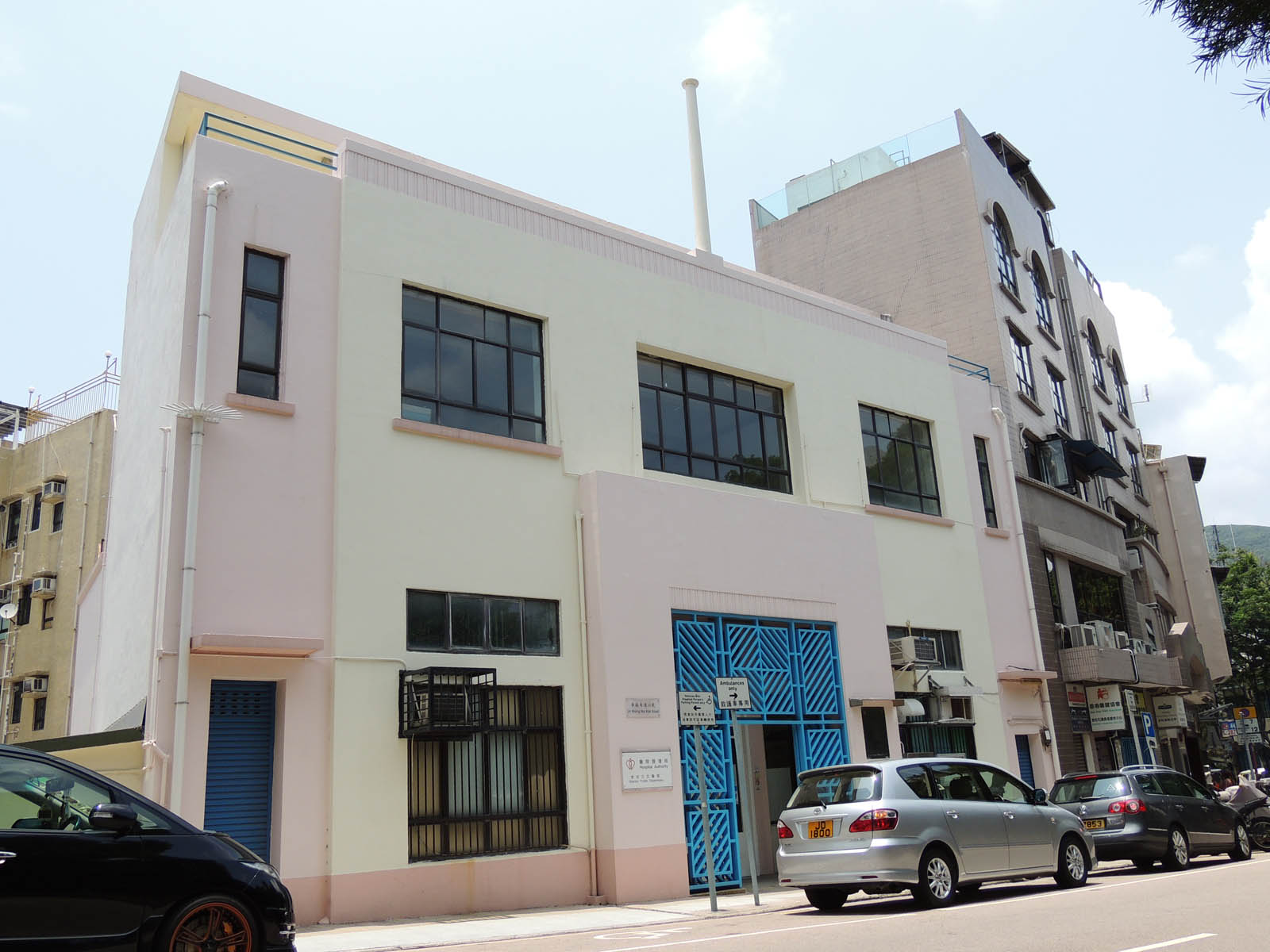
赤柱公立醫局

赤柱公立醫局（英語：Stanley Public Dispensary）是香港的一座診所，位於香港島南部赤柱黃麻角道14號，被列為香港三級歷史建築，由醫院管理局管理。

## 歷史
赤柱公立醫局的建築原本是住宅，建於1930年代。1948年，當時的醫務衛生署（今衛生署前身）將其改為公眾診所及產科病房。1970年至1974年，由於香港出生率急速上升，該診所一度改為只提供產科病房服務。1974年至1975年，該診所也兼營家庭保健及牙科診所服務。
2002年7月，赤柱公立醫局由醫院管理局接管，繼續維持提供門診及產科服務。